# Mud (hudební skupina)
Mud byla britská rocková skupina, která vznikla v roce 1968. Je nejvíce známá svým singlem „Tiger Feet“, který byl britským nejprodávanějším singlem roku 1974.

## Obsazení
- Les Gray – zpěvák
- Rob Davis – kytara
- Ray Stiles – basová kytara
- Dave Mount – bicí nástroje

## Diskografie

### Singly
- Flower Power (1967)
- Up the Airy Mountain (1968)
- Shangri-La (1969)
- Jumping Jehosaphat (1970)
- Crazy (1973); UK number 12
- Hypnosis (1973); UK number 16
- Dyna-mite (1973); UK number 4
- Tiger Feet (1974); UK number 1
- The Cat Crept In (1974); UK number 2
- Rocket (1974); UK number 6
- Lonely This Christmas (1974); UK number 1
- The Secrets That You Keep (1975); UK number 3
- Oh Boy (1975); UK number 1
- Moonshine Sally (1975); UK number 10
- One Night (1975); UK number 32
- L'L'Lucy (1975); UK number 10
- Show Me You're a Woman (1975); UK number 8
- Nite on the Tiles (1976)
- Beating Round the Bush (1976)
- Shake It Down (1976); UK number 12
- Lean on Me (1976); UK number 7
- Slow Talking Boy (1977)
- Just Try a Little Tenderness (1977)
- Cut Across Shorty (1978)
- Drift Away (1978)
- Why Do Fools Fall in Love / Book of Love (1979)
- Drop Everything and Run (1979)

### Alba
- Mud Rock (1974); UK number 8
- Mud Rock Volume 2 (1975); UK number 6
- Mud's Greatest Hits (1975); UK number 25
- Use Your Imagination! (1975); UK number 33
- It's Better Than Working (1976)
- Mudpack (1976)
- Rock On (1977)
- As You Like It (1979)